# Aalen
Aalen és una ciutat de Baden-Württemberg, Alemanya (65 887 h (1998)). Situada al peu del Jura de Suàbia, a la vora del riu Kocher, al N d'Ulm, és un important centre de comunicacions i nucli industrial, amb construcció de maquinària, indústria tèxtil, química i de la fusta. És també centre comercial ramader i de productes agrícoles de la contrada. Conserva vestigis romans. Del 1360 al 1802 fou ciutat lliure de l'imperi.

## Geografia
Aalen està situada a la vora del riu Kocher, al peu del Jura de Suabia pel sud i sud-est i prop de la regió muntanyenca de Ellwanger Berge pel nord. Aalen està aproximadament a 70 km a l'est de Stuttgart i a 48 km al nord d'Ulm.

## Història
Cap a 150 a 160 una fortificació romana va servir de base per a la unitat eqüestre Ala II Flavia miliaria en el lloc de l'Aalen actual. La ubicació era estratègicament important llavors, a causa de la proximitat del Limes Germanicus. S'ha suggerit que el nom d'Aalen procedeix d'aquell fort romà, però açò ha estat rebutjat per les investigacions posteriors. L'Aalen actual no va sorgir fins a un mil·lenni després.
Aalen va ser fundada probablement al segle xiii, encara que no estiga segur si pels Hohenstaufen/ o sota la protecció d'Oettingen. Fou esmentada per primera vegada en registres escrits al segle xiv relacionats amb els comptes d'Oettingen. Aalen va ser una Ciutat Imperial (sovint denominada Ciutat Imperial Lliure) des de 1360 quan va adquirir aquesta condició separant-se de la jurisdicció del comtat de Wuttemberg. El 1495 pertanyia al cercle de Baixa Renània i Westfàlia. Va conservar la seva independència fins a 1803, quan va ser annexada a Württemberg.
Va patir un greu incendi en 1634. Llavors es va convertir en un Oberamt, del que va sorgir el districte d'Aalen creat en 1938. Aquest es va unir amb el districte de Schwäbisch Gmünd formant l'Ostalbkreis en 1973, encara que Aalen deixara de ser la seu del districte. En 1975, Wasseralfingen, una ciutat amb un terç de la població d'Aalen, va ser unida a Aalen.

## Economia
En els començaments del segle xx, la població era de 10.000 habitants. Havia telers de cinta i curtiduries en la ciutat, on es fabricaven manufactures en llana i lli, a més d'una indústria metalúrgica, la qual segueix dominant el dia d'avui l'economia d'Aalen. A part de la construcció de maquinària, el sector òptic té un paper important, així com el tèxtil i el paperer. Hi ha diverses microcervesseries, de les quals la qual es troba en Wasseralfingen és la més popular amb la cervesa anomenada Wasseralfinger.

## Patrimoni
L'església de San Nicolás va ser construïda en 1765; l'Ajuntament és encara més antic, de 1636. A més dels seus llocs històrics, el Limesmuseum d'Aalen compte amb restes romanes i va ser obert en 1964.

## Transport

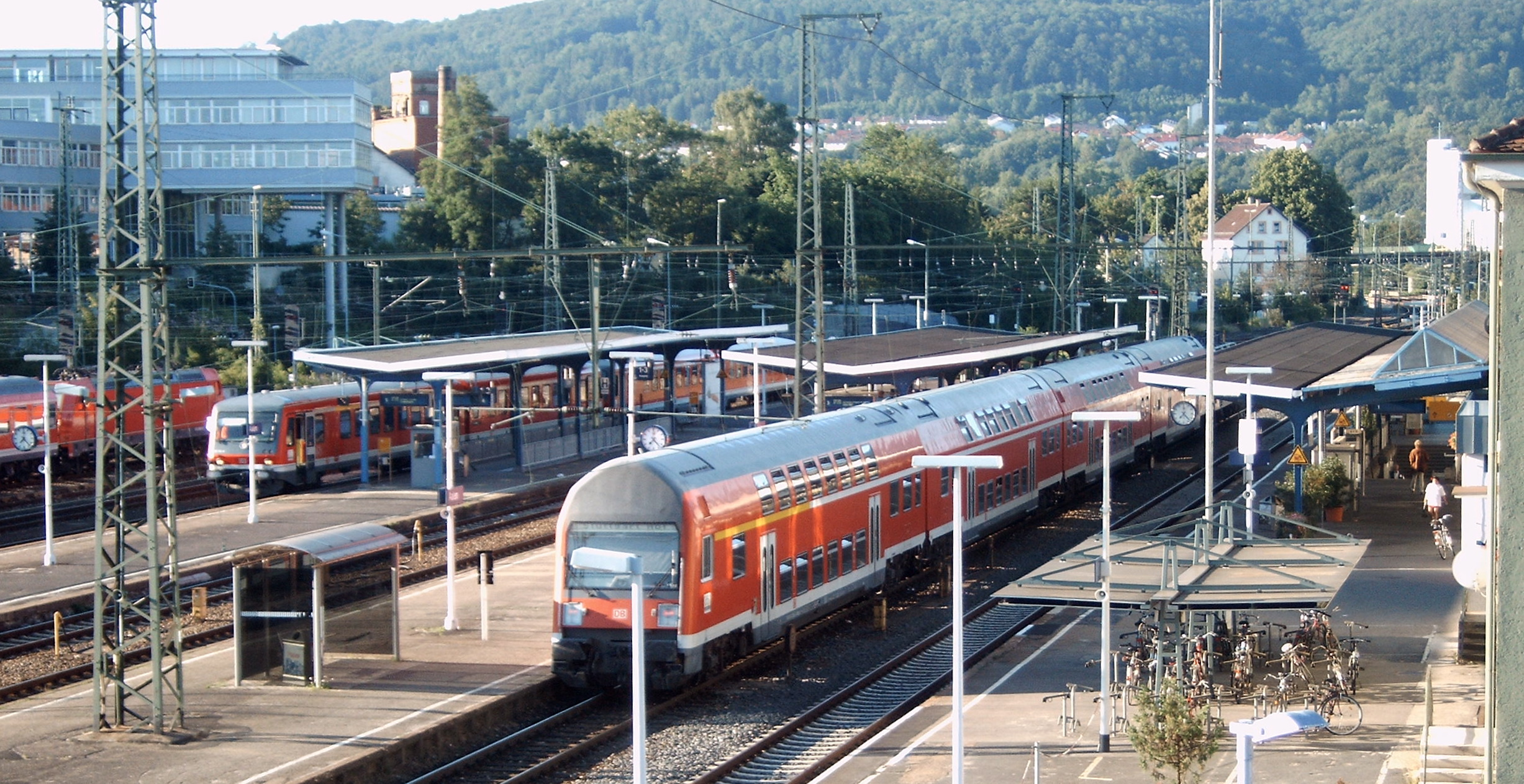
Estació ferroviària d'Aalen.

Aalen està emplaçada directament sobre l'Autobahn A7 i també està bé connectada a la xarxa de carreteres federals (Bundesstraßen).
L'estació ferroviària d'Aalen és un centre regional de ferrocarrils, amb trens Interurbans que realitzen la línia Karlsruhe-Stuttgart-Aalen-Núremberg, i trens regionals que connecten Aalen amb Stuttgart, Ulm, Crailsheim i Donauwörth.
El sistema local d'autobusos és d'alta qualitat. És una de les poques ciutats alemanyes que utilitza autobusos de dos pisos.

## Ciutats agermanades
Aalen està agermanada amb:
- Saint-Lô, França
- Christchurch, Anglaterra
- Tatabánya, Hongria
- Antioquia, Turquia

## Barris d'Aalen
- Dewangen
- Ebnat
- Fachsenfeld
- Hofen
- Unterkochen
- Unterrombach
- Hofherrnweiler
- Waldhausen
- Wasseralfingen